# Friedrich Ritter von Röth
Friedrich von Röth (Norimberga, 29 settembre 1893 – Norimberga, 31 dicembre 1918) è stato un militare e aviatore tedesco, asso dell'aviazione durante la prima guerra mondiale con 28 vittorie (8 aerei e 20 palloni da osservazione). Insignito dell'Ordine Pour le Mérite e dell'Ordine militare di Massimiliano Giuseppe.

## Biografia
Nacque a Norimberga, il 29 settembre 1893, figlio di Otto, proprietario di una fabbrica, e di sua moglie Marie. Frequentava il l Liceo umanistico Melanchthon di Norimberga dal 1912, quando allo scoppio della prima guerra mondiale fu arruolato nel Bayerische Armee assegnato al Königlich Bayerisches 8. Feldartillerie-Regiment "Prinz Heinrich von Preußen". Fu gravemente ferito all'inizio delle ostilità, e una volta rientrato in servizio fu nominato tenente il 29 maggio 1915.
Trasferito al Luftstreitkräfte, il servizio aereo dell'esercito tedesco, rimase gravemente ferito in un incidente e trascorse quasi un altro anno in ospedale. A causa del suo prolungata convalescenza, ottenne il brevetto di pilota all'inizio del 1917. Il suo incarico iniziale fu presso la Flieger-Abteilung (Artillerie) 296 un'unità per l'osservazione dei tiro dell'artiglieria bavarese. Mentre prestava servizio in questa unità l'11 giugno gli fu conferito l'Ordine al merito militare di Baviera di quarta classe con spade.  Il 10 settembre 1917 fu assegnato alla Jastaschule I ed a partire dal 17 settembre prestò servizio in una unità da caccia, la Jagdstaffel 34, ma non abbatté alcun nemico finché non fu assegnato alla Jagdstaffel 2 il 4 ottobre.  Il 1 novembre gli venne assegnata la Croce di Ferro di prima classe.
Non ebbe successo come pilota da caccia finché non decise di concentrare i suoi sforzi sui palloni da osservazione, in quanto era un cattivo tiratore e prendeva di mira i palloni perché erano molto grandi. Era uno dei compiti più pericolosi dell'aviazione da caccia della prima guerra mondiale perché i palloni volavano ad un'altitudine nota, protetti da un preciso tiro dell'artiglieria contraerea, e potevano esserci dei caccia a protezione del bersaglio. Volando abbastanza bassi esponevano l'eventuale aggressore anche al fuoco delle armi leggere. I palloni erano così ben difesi perché costituivano una parte importante dei sistemi di direzione del tiro della prima guerra mondiale, con gli osservatori posizionati nelle gondole che dirigevano il preciso fuoco dell'artiglieria sui soldati nemici. Il 25 gennaio 1918 ottenne le sue prime vittorie, abbattendo tre palloni in otto minuti. Il 26 febbraio abbattuto un aereo d'osservazione britannico Royal Aircraft Factory R.E.8 su Mericourt, e il 21 marzo due palloni, uno su Marcoing e uno su Beugny. Il 1 aprile distrusse da solo quattro palloni in dieci minuti, uno su Cambrin, uno su Hulloch, e due su Loos.
L'8 aprile 1918 gli fu assegnato al comando dello Jagdstaffel 16, appena quattro giorni dopo la morte del precedente Staffelführer Heinrich Geigl, deceduto in una collisione con un Sopwith Camel.
A questo punto, aveva iniziato a pianificare scrupolosamente i suoi attacchi ai palloni d'osservazione, trascorrendo ore a studiare i potenziali bersagli attraverso un telescopio. Decise di caricare in maniera diversa le sue mitragliatrici per massimizzarne l'efficacia contro i palloni; la sua mitragliatrice di sinistra aveva l'80% di proiettili incendiari e il 20% di perforanti, e quella di destra viceversa. Poiché la sua nuova unità utilizzava caccia Pfalz D.IIIa, potrebbe averne usato uno occasionalmente.
All'epoca volava su un Albatros D.V contrassegnato con la sua livrea personale sovrapposta ai segni standard. Portava un ogiva dell'elica bianca, una fusoliera gialla, una cappottatura del motore grigia e copriruote. Dipinto sul lato della fusoliera, anche con il bordo d'uscita della cabina di pilotaggio, c'era un grande disco diviso in metà bianche e nere.
Il 29 maggio 1918 lanciò l'attacco contro i palloni da osservazione che stava tenendo sotto controllo, e scegliendo un momento in cui non vi erano caccia nemici in vista e il vento a suo favore, ne incendiò cinque in 15 minuti senza alcuna assistenza. Aveva impiegato 220 colpi per incendiare i bersagli, abbattendoli ciascuno in un unico passaggio. Per farlo evitò i caccia nemici e il pesante fuoco antiaereo. Il 25 luglio abbatté un Bristol F.2b su Gheluvent, il 29 dello stesso mese un De Havilland DH.9, e il giorno dopo un altro Bristol F.2b su Ypres del No.20 Squadron RAF pilotato dall'asso irlandese, sergente John Cowell che aveva al suo attivo 16 vittorie. All'inizio del mese di agosto il suo reparto ricevette i nuovi caccia Fokker D.VII, e lui continuò ad accumulare vittorie. Il giorno 12 distrusse un Royal Aircraft Factory S.E.5a su Langemarck, il giorno dopo tre palloni su Lampernisse, il 4 settembre un DH.9 su Neuf Berquin, e l'8 ottobre un RE.8 su Gheluvent. L'8 ottobre fu insignito dell'Ordine Pour le Mérite. Il 10 ottobre distrusse tre palloni su Stand-Ypres, e colse la sua ultima vittoria a spese di un DH.9 su Ledeghem il 14 dello stesso mese. 
Durante questo combattimento rimase ferito a un piede, che venne ingessato ed egli non andò più in combattimento. L'11 novembre, contrariamente agli ordini ricevuti, andò in volo insieme ad un amico, osservando la fine dei combattimenti. Aveva distrutto 20 palloni da osservazione ed abbattuto 8 aerei nemici.
Il 31 dicembre 1918 si uccise a Norimberga con un colpo di pistola. Secondo quanto riferito, era depresso per la sconfitta della Germania e la successiva rivoluzione in corso, nonché turbato per gli uomini da lui uccisi durante la guerra.
Nel 1919 fu insignito postumo l'Ordine militare di Massimiliano Giuseppe, cosa che gli valse la nomina a cavaliere, cambiando così postumo il suo nome in Friedrich Ritter von Röth. L'onorificenza gli dava diritto anche ad una pensione vitalizia.

### Fonti
1. ↑  The Aerodrome.
2. 1 2 3 4 5 6 7 8 9 10 11 12  Franks, Bailey, Guest 1992, p. 192.
3. ↑  Guttman 2005, p. 67.
4. ↑  Guttman 2005, pp. 7-9.
5. 1 2 3 4  Franks, Bailey, Guest 1992, p. 193.
6. 1 2  VanWyngarden 2006, p. 48.
7. 1 2  Guttman 2005, pp. 68-69.
8. ↑  Franks 2000, p. 77.
9. ↑  Franks 2000, p. 95.
10. ↑  Shores, Bailey, Guest 1990, p. 122.
11. ↑  Pour le Merite.
12. ↑  Franks, VanWyngarden, Dempsey 2004, p. 11.
13. ↑  Franks, Bailey, Guest 1992, pp. 192-193.
14. ↑  Guttman 2005, p. 70.